# 壞女孩 (電影)
《壞女孩》是由蕭嘉榮執導，梅艷芳、陳友等主演的1986年香港喜劇電影。該電影的主題曲是梅艷芳在1985年發行專輯《壞女孩》中的同名主打歌。

## 概要
阿梅飾演愛打麻將的阿芳，結識了最討厭麻將的男友阿友，唯有隱瞞她的愛好，可惜最終紙也包不住火。阿友出盡法寶令阿芳放棄麻將，但也未能成功，後來阿芳答應他，若他在四方城內贏了她，她就聽他的話，不再打麻將。最後阿友請來名師指點，不但贏了阿芳，自此更愛上打麻將呢！

## 外部連結
- 互联网电影数据库（IMDb）上《壞女孩》的资料（英文）